# Brian Dietzen
Brian Dietzen (Barrington, Illinois, 14 de noviembre de 1977) es un actor estadounidense que interpreta el personaje secundario de James Jimmy Palmer en NCIS (serie de televisión) desde 2004. En 2012 fue ascendido a miembro integrante del elenco principal al comienzo de la décima temporada de la serie.

## Primeros años
Dietzen nació en Barrington, Illinois. Más tarde, estudió teatro en el marco del programa de interpretación teatral del Graduado en Bellas Artes en la Universidad de Colorado, en Boulder. 

## Carrera
Dietzen ha aparecido en producciones de Equus y Esperando a Godot. Se unió al Festival de Shakespeare de Colorado durante dos años. Fue elegido para la serie de Warner Brothers Mi guía para convertirse en una estrella de rock. Le dieron un papel fijo como el batería del grupo. Más tarde se asoció con John Riggi para un espectáculo de pareja cómica con Steve Rudnick llamado El hombre más viejo del espectáculo.
Actuó en la película From Justin to Kelly y ha tenido un papel recurrente como Jimmy Palmer, el ayudante del médico forense Donald "Ducky" Mallard (interpretado por David McCallum), en la serie de la CBS NCIS, desde el episodio S1E21, " Split Decision". A partir de la temporada 10 (2012-2013) Dietzen es un miembro del reparto principal, por lo que también aparece en los créditos de apertura.

## Vida personal
Dietzen vive en Los Ángeles con su esposa y sus dos hijos.

## Filmografía
| Año  | Título                                           | Personaje            | Notas |
| ---- | ------------------------------------------------ | -------------------- | ----- |
| 2002 | Mi guía para convertirse en una estrella de rock | Owen                 |       |
| 2002 | Profesores de Boston                             | David Caplan         |       |
| 2003 | From Justin to Kelly                             | Eddie                |       |
| 2004 | Purgatorio en casa                               | Fantasma             |       |
| 2004 | NCIS (serie de televisión)                       | James "Jimmy" Palmer |       |
| 2005 | Autoinfligidas                                   | William Simmons      |       |
| 2008 | Hit Factor                                       | Conserje             |       |
| 2009 | Sin vía de escape                                | Sheldon Wilkes       |       |
| 2013 | Percepción                                       | Mark Leighton        |       |

- Datos: Q373848
- Multimedia: Brian Dietzen / Q373848